# جون فلين (سياسي كندي)
جون فلين هو سياسي كندي، ولد في 10 فبراير 1954. انتخب عضو الجمعية التشريعية لنيو برونزويك ‏.